# V402 Близнецов
V402 Близнецов (лат. V402 Geminorum) — двойная затменная переменная звезда типа W Большой Медведицы (EW) в созвездии Близнецов на расстоянии приблизительно 1683 световых лет (около 516 парсек) от Солнца. Видимая звёздная величина звезды — от +12,35m до +11,72m. Орбитальный период — около 0,3992 суток (9,582 часа).

## Характеристики
Первый компонент — жёлто-белая звезда спектрального класса F. Радиус — около 1,47 солнечного, светимость — около 3,448 солнечных. Эффективная температура — около 6488 К.
Второй компонент — жёлто-белая звезда спектрального класса F.